# 半海百合
半海百合（學名：Hemicrinus），又名半球百合，是一屬已滅絕的海百合，其化石主要分布在歐洲。這種外型古怪的海百合長有與其萼成直角的腕，其形狀像一隻湯匙。柄狀的延伸實際上是從長長的萼骨板形成，並附著於吸附器官上。半海百合生活在淺而洶湧的水中，利用其吸附器官附著於卵石上。